# Ekaterinburg Ural Lightnings 2022
Questa voce raccoglie le informazioni riguardanti gli Ekaterinburg Ural Lightnings nelle competizioni ufficiali della stagione 2022.

## Roster
| Roster degli Ekaterinburg Ural Lightnings (2022) |
| --- |
| Quarterback - 80 Michail Satjukov Running Back - 2 Almat Beksultanov - 22 Ruslan Rachimov - 33 Michail Golubev Wide Receiver - Nikita Matiušov - Evgenij Nazimov - 11 Nikita Baluev - 20 Maksim Altyev - 42 Aleksaj Kulikov Offensive Linemen - Aleksandr Erëmin G - 63 Semën Solov'ëv OT - 73 Dmitrij Anisimov Defensive Linemen - Anatolij Erëmin DT - Pavel Klimenko DT - 28 Aleksandr Murašev DT - 64 Aleksandr Mološčuk DE - 75 Konstantin Timošenko DT - 95 Gennadij Minjagin DE - 97 Georgij Nešov DT - 99 Denis Korablëv DE Linebacker - Vladislav Chlyst - 10 Kirill Osadčenko - 44 Konsytantin Tugbaev - 54 Evgenij Kabatov - 91 Aleksandr Olegovič Aleksandrov Defensive Back - 23 Michail Derevianko CB - 25 Denis Lobov CB - 84 Mark Kovalëv FS - 89 Gleb Klepalov CB Special Team |

## EESL Pervaja Liga 2022

### Stagione regolare
| Perm' 7 maggio 2022, ore 9:30 1ª giornata | Perm Steel Tigers | 42 – 6 (0-6 21-0 14-0 7-0) referto | Ekaterinburg Ural Lightnings | Stadion Gajva\| Arbitro: \| Japparov \| |
| Arbitro:                                  | Japparov          |                                    |                              |                                         |

| Ekaterinburg 4 giugno 2022, ore 12:00 3ª giornata | Ekaterinburg Ural Lightnings | 20 – 0 (0-0 12-0 0-0 8-0) referto | South Urals Scouts | Stadion Lokomotiv\| Arbitro: \| Japparov \| |
| Arbitro:                                          | Japparov                     |                                   |                    |                                             |

| Čeljabinsk 2 luglio 2022, ore 13:00 5ª giornata | South Urals Scouts | 13 – 32 (7-6 0-0 6-12 0-14) referto | Ekaterinburg Ural Lightnings | SK Lokomotiv\| Arbitro: \| Japparov \| |
| Arbitro:                                        | Japparov           |                                     |                              |                                        |

| Ekaterinburg 17 luglio 2022, ore 10:30 6ª giornata | Ekaterinburg Ural Lightnings | 32 – 55 (20-7 6-21 0-13 6-14) referto | Perm Steel Tigers | SK Ural\| Arbitro: \| Abdullin \| |
| Arbitro:                                           | Abdullin                     |                                       |                   |                                   |

## Statistiche di squadra
| Competizione      | %Vittorie | In casa | In casa | In casa | In casa | In casa | In casa | In trasferta | In trasferta | In trasferta | In trasferta | In trasferta | In trasferta | Totale | Totale | Totale | Totale | Totale | Totale |
| Competizione      | %Vittorie | G       | V       | N       | P       | Pf      | Ps      | G            | V            | N            | P            | Pf           | Ps           | G      | V      | N      | P      | Pf     | Ps     |
| ----------------- | --------- | ------- | ------- | ------- | ------- | ------- | ------- | ------------ | ------------ | ------------ | ------------ | ------------ | ------------ | ------ | ------ | ------ | ------ | ------ | ------ |
| Stagione regolare | .500      | 2       | 1       | 0       | 1       | 52      | 55      | 2            | 1            | 0            | 1            | 38           | 55           | 3      | 2      | 0      | 2      | 90     | 110    |
| Totale            | .500      | 2       | 1       | 0       | 1       | 52      | 55      | 2            | 1            | 0            | 1            | 38           | 55           | 3      | 2      | 0      | 2      | 90     | 110    |

## Statistiche personali

### Marcatori
| Giocatore | Ruolo | TD rush | TD recv | TD int | TD p.ret | TD k.ret | TD oth | Xp1 | Xp2 | FG | Saf | Totale |
| --------- | ----- | ------- | ------- | ------ | -------- | -------- | ------ | --- | --- | -- | --- | ------ |
| Baluev    |       | 0       | 3       | 0      | 0        | 0        | 0      | 0   | 2   | 0  | 0   | 22     |
| Kovalëv   |       | 0       | 2       | 1      | 0        | 0        | 0      | 0   | 0   | 0  | 0   | 18     |
| Nazimov   |       | 0       | 3       | 0      | 0        | 0        | 0      | 0   | 0   | 0  | 0   | 18     |
| Satjukov  |       | 3       | 0       | 0      | 0        | 0        | 0      | 0   | 0   | 0  | 0   | 18     |
| Chlyst    |       | 0       | 1       | 0      | 0        | 0        | 0      | 0   | 1   | 0  | 0   | 8      |
| Rachimov  |       | 1       | 0       | 0      | 0        | 0        | 0      | 0   | 0   | 0  | 0   | 6      |